# Žiar (Žilina)
|  | No s'ha de confondre amb Žiar (Banská Bystrica). |

Žiar és un poble i municipi d'Eslovàquia que es troba a la regió de Žilina, al centre-nord del país, té una poblacio de 477 habitants.

## Història
La primera menció escrita de la vila es remunta al 1349.
1. 1 2  «Žiar - Dolinky Información del Ski Resort,condiciones de nieve,Žiar - Dolinky alojamiento en vacaciones de ski». [Consulta: 18 març 2025].

## Demografia
| Godina             | 1994 | 2004   | 2014   | 2024   |
| ------------------ | ---- | ------ | ------ | ------ |
| Nombre de persones | 420  | 417    | 444    | 483    |
| Diferència         |      | −0,71% | +6,47% | +8,78% |

| Godina             | 2023 | 2024   |
| ------------------ | ---- | ------ |
| Nombre de persones | 476  | 483    |
| Diferència         |      | +1,47% |